# Benigno de Todi
São Benigno de Todi é um santo cristão.

## Histórico
Foi martirizado em Todi, Itália para renegar a sua fé e oferecer sacrifícios aos deuses romanos, e como não o fizesse foi executado no dia 15 de fevereiro de 303, durante as perseguições do imperador romano Diocleciano (284-305).
Seu corpo foi deixado ao relento, mas inexplicavelmente os animais predadores não o atacaram e mais foi tarde foi recolhido por mãos piedosas e sepultado. No local de sua tumba foi erigido um Monastério Beneditino.
Suas relíquias foram trasladadas para igreja de São Silvestre em 1679.
Sua festa é celebrada no dia 13 de fevereiro.